# Konstantin Noske
Konstantin Noske (28. října 1848 Vídeň – 11. března 1920 Vídeň) byl rakouský politik německé národnosti z Dolních Rakous, na konci 19. století poslanec Říšské rady.

## Biografie
Profesí byl tajemníkem svazu. Vystudoval reálnou školu a obchodní školu. Působil jako generální tajemník svazu továrních pojišťoven. V období let 1886–1895 zasedal ve vídeňské obecní radě, přičemž v letech 1891–1895 byl městským radním. Jako obecní radní liberálního zaměření byl trvalým oponentem křesťanských sociálů.
Zasedal jako poslanec Dolnorakouského zemského sněmu. Zvolen sem byl v roce 1890 za kurii městskou, obvod Vídeň I. Mandát obhájil roku 1896. Poslancem byl do roku 1902. Na sněmu zastupoval liberály.
Byl i poslancem Říšské rady (celostátního parlamentu Předlitavska), kam usedl v doplňovacích volbách roku 1894 za kurii městskou v Dolních Rakousích, obvod Vídeň, I. okres. Do parlamentu usedl 5. dubna 1894 místo zesnulého Heinricha Jaquese. Mandát zde obhájil v řádných volbách roku 1897 a volbách roku 1901. Ve volebním období 1891–1897 se uvádí jako Konstantin Noske, obecní radní, zemský poslanec a generální tajemník, bytem Vídeň.
Po svém nástupu do Říšské rady usedl do klubu Sjednocené německé levice, do kterého se spojilo několik ústavověrných (liberálně a centralisticky orientovaných) proudů. Po volbách roku 1897 je uváděn jako kandidát Německé pokrokové strany. Stejně tak po volbách roku 1901. Ve volbách roku 1907 již nekandidoval a stáhl se z politického života.
Zemřel v březnu 1920.